# Antonio Tabucchi
Antonio Tabucchi ComIH (Vecchiano, província de Pisa, 24 de Setembro de 1943 - Lisboa, 25 de Março de 2012) foi um escritor italiano, professor de Língua e Literatura Portuguesa na Universidade de Siena. Desde 2004 tinha também a nacionalidade portuguesa.
Muito apaixonado por Portugal, e dos melhores conhecedores, crítico e tradutor italiano do escritor português Fernando Pessoa, além de Carlos Drummond de Andrade. Os seus livros estão traduzidos em cerca de dezoito países. Obteve o prémio francês "Médicis étranger" pelo seu romance Notturno Indiano, e o prémio Campiello por Sostiene Pereira.[carece de fontes?]
Alguns dos seus livros mais conhecidos são Notturno Indiano, Piccoli equivoci senza importanza, Un baule pieno di gente, Gli ultimi tre giorni di Fernando Pessoa, Sostiene Pereira, La testa perduta di Damasceno Monteiro e Si sta facendo sempre più tardi. Vários dos seus livros foram adaptados ao cinema, com destaque para Sostiene Pereira, onde Marcello Mastroianni realiza uma das suas últimas interpretações, em 1995, um ano antes da sua morte.

## Biografia

### Início de vida
Antonio Tabucchi nasceu em Pisa, filho de Antonio Tabucchi e de sua mulher Tina Pardella, mas cresceu na casa de seus avós maternos em Vecchiano (uma aldeia nas proximidades). Durante a universidade, viajou muito pela Europa na senda dos autores que  havia encontrado na biblioteca de seu tio. Durante uma dessas viagens, encontrou o poema "Tabacaria"  num quiosque perto da Gare de Lyon, em Paris, assinado por Álvaro de Campos, um dos heterónimos do poeta português Fernando Pessoa. A tradução para o francês era de Pierre Hourcade. A partir dessa leitura, Tabucchi intuiu o objeto do seu interesse intelectual nos vinte anos seguintes.[carece de fontes?]
A visita a Lisboa provoca o seu incontestável amor à cidade do fado e ao país como um todo. Como resultado, formou-se em 1969 com uma tese sobre "O surrealismo em Portugal". Em Lisboa, a 10 de Janeiro de 1970, casou-se com uma portuguesa, D. Maria José de Lancastre de Melo Sampaio, nascida em Lisboa, São Mamede, a 17 de Abril de 1946, filha da 3.ª  Baronesa de Pombeiro de Riba Vizela  e neta paterna do 4.º Conde das Alcáçovas, de quem teve o seu primeiro filho Michele de Lancastre Tabucchi, a 11 de Novembro do mesmo ano. Especializou-se na Scuola Normale Superiore di Pisa, na década de 1970, e, em 1973, quando nasceu a sua filha Teresa Marina de Lancastre Tabucchi, a 25 de Agosto,, foi nomeado professor de Língua e Literatura Portuguesa, em Bolonha.
Ainda em 1973 escreveu a sua primeira novela, Piazza d'Itália (Bompiani, 1975), em que tentou descrever a história do ponto de vista dos derrotados. Neste caso dos anarquistas da Toscana. Seguiu assim a tradição dos grandes escritores italianos de um passado relativamente recente, tais como Giovanni Verga, Federico De Roberto, Giuseppe Tomasi di Lampedusa, Beppe Fenoglio e autores contemporâneos, como Vincenzo Consolo.

### Mais trabalhos
Em 1978 foi nomeado para a Universidade de Génova, e publicou Il Piccolo Naviglio (Mondadori), seguido por Il gioco del rovescio e altri Racconti (Il Saggiatore) em 1981, e Donna di Porto Pim (Sellerio 1983). A sua primeira novela importante, Notturno indiano, foi publicada em 1984, e se tornou a base de 1989, um filme dirigido por Alain Corneau. O protagonista tenta traçar um amigo que desapareceu em Portugal mas está na verdade buscando a sua própria identidade.
Publicou Piccoli Equivoci senza importanza (Feltrinelli) em 1985 e, no ano seguinte, Dell'orizzonte Il filo. Este romance apresenta um outro protagonista (Spino) numa missão para descobrir algo (neste caso, a identidade de um cadáver), mas que também está, mais uma vez, procurando a sua própria identidade, que viria a se tornar uma missão comum para os protagonistas Tabucchi. A película foi elaborada a partir deste livro, também, em 1993, dirigido por Fernando Lopes Português.[carece de fontes?]
Em 1987, Volatili del Beato Angelico (Sellerio) e Pessoana Mínima (Imprensa Nacional, Lisboa) foi impresso, tendo recebido o prêmio francês "Médicis" para o melhor romance estrangeiro (Notturno indiano). No ano seguinte, ele escreveu a comédia I Dialoghi mancati (Feltrinelli). O Presidente da República Portuguesa outorgou-lhe o grau de Comendador da Ordem do Infante D. Henrique a 7 de Abril de 1989 e nesse mesmo ano o governo francês nomeou-o Cavaleiro des Arts et des Lettres.
Tabucchi publicou Un Baule pieno di gente. Scritti su Fernando Pessoa (Feltrinelli) em 1990, e no ano seguinte, L'Angelo nero (Feltrinelli 1991). Em 1992, ele escreveu em Português Requiem, um romance depois traduzido em italiano (Feltrinelli, vencedor do Prémio PEN Clube italiano) e Sogni di Sogni (Sellerio).
Tabucchi chega à obra de Fernando Pessoa nos anos sessenta, na Sorbona, fica fascinado e no seu retorno a Itália assiste a aulas de português para poder perceber melhor o poeta. Em parceria com Maria José de Lancastre, sua mulher, traduziu para italiano muitas das obras de Pessoa. Escreveu, além de outras obras, um livro de ensaios e uma comédia teatral sobre ele.[carece de fontes?]
1994 foi um ano muito importante para o autor. Foi o ano de Gli ultimi tre giorni di Fernando Pessoa (Sellerio), mas mais importante do romance que lhe trouxe o maior reconhecimento: Sostiene Pereira (Feltrinelli), vencedor do Prêmio Super Campiello, Scanno e Jean Monnet de Literatura Europeia. O protagonista desse romance tornou-se um símbolo da defesa da liberdade de informação para os adversários políticos de todos os regimes antidemocráticos. Em Itália, durante a campanha eleitoral, a oposição contra o polêmico magnata da comunicação Silvio Berlusconi agregou-se em torno deste livro. O diretor Roberto Faenza extraiu-se o filme homônimo (1995), no qual lançou Marcello Mastroianni como Pereira e Daniel Auteuil como o Dr. Cardoso.
Em 1997 Tabucchi escreveu o romance La testa perduta di Damasceno Monteiro baseado na história verídica de um homem cujo cadáver foi encontrado decapitado em um parque. Descobriu-se que o homem havia sido assassinado em uma estação da Guarda Nacional Republicana (GNR). A notícia atingiu a sensibilidade e a imaginação do escritor. A definição do evento no Porto deu também o autor a oportunidade de mostrar seu amor pela cidade. Para terminar esta novela, Tabucchi trabalhou sobre os documentos recolhidos pelos investigadores no Conselho Europeu, em Estrasburgo, que atua na promoção dos direitos civis e  na melhoria das  condições de detenção na Europa, incluindo a relação entre cidadãos e agentes das forças de segurança. A novela demonstrou ser profética, quando um membro da polícia, o sargento José dos Santos, confessou mais tarde o assassinato, sendo posteriormente julgado e sentenciado a 17 anos de prisão.[carece de fontes?]
Também em 1997, escreveu Marconi, se ben mi ricordo (IIE), seguido no ano seguinte por L'Automobile, la Nostalgie et l'Infini (Seuil, Parigi, 1998). Esse ano a Academia Leibniz lhe concedeu o Prêmio Nossack.
Escreveu Zingari e il Rinascimento (Sipiel) e Ena poukamiso gemato likedes (Una camicia piena di Macchie. Conversazioni di con AT Anteos Chrysostomidis, Agra, Atene 1999), em 1999. "As dúvidas são como manchas na camisa lavadas branco. A tarefa de cada escritor e de cada homem de letras é instalar dúvidas para a perfeição, porque perfeição gera ideologias, ditadores e ideias totalitárias. Democracia não é um estado de perfeição".
Em 2001 Tabucchi publicou o romance epistolar, Si sta facendo sempre più tardi. Nele 17 textos celebram o triunfo da palavra, que, como "mensagens no" frasco, não tem destinatário, são missivas do autor dirigidas a um "desconhecido Restante poste". O livro recebeu o Prémio France Culture 2002 (a rádio francesa cultural) para a literatura estrangeira.
Passava seis meses do ano em Lisboa, com a sua mulher e os seus dois filhos, sendo já um nativo da cidade. O resto do ano era passado na Toscana, onde leccionava Literatura Portuguesa na Universidade de Siena. Tabucchi considerava-se um escritor somente num sentido ontológico, porque do ponto de vista existencial considerava-se suficientemente contente em poder definir-se como um professor universitário. Literatura para Tabucchi não era uma profissão, "mas algo que envolve desejos, sonhos e imaginação".
Tabucchi contribuía regularmente com artigos para as páginas culturais dos jornais Corriere della Sera e El País. Em 2004, foi premiado com o prêmio de jornalismo Francisco Cerecedo, atribuído pela Associação de Jornalistas Europeus e entregue pelo herdeiro da Coroa Espanhola, o Príncipe das Astúrias Felipe de Borbón, em reconhecimento pela qualidade do seu trabalho jornalístico e sua defesa aberta da liberdade de expressão.
Em 2007 recebeu um doutoramento honoris causa pela Universidade de Liège.
Em 2011, recusou o convite para participar da Festa Literária Internacional de Paraty, no Brasil, por discordar da decisão do governo brasileiro de não extraditar o ex-militante político Cesare Battisti, condenado por 4 assassinatos na Itália.

### Morte
Antonio Tabucchi faleceu no Hospital da Cruz Vermelha, em Lisboa, de cancro, em 25 de março de 2012, aos 68 anos. Foi sepultado no Talhão dos Artistas do Cemitério dos Prazeres, em Lisboa.[carece de fontes?]